# درگیری آبخاز
درگیری آبخاز، یک اختلاف سرزمینی بر سر منطقه آبخاز، واقع در ساحل شرقی دریای سیاه در قفقاز جنوبی، در تقاطع اروپای شرقی و غرب آسیا است. طرف‌های درگیری، شامل گرجستان، روسیه و جمهوری خودخوانده آبخاز مورد حمایت روسیه است که در سطح بین‌المللی، تنها توسط روسیه، ونزوئلا، نیکاراگوئه، نائورو و سوریه، به رسمیت شناخته شده است. گرجستان و سایر اعضای سازمان ملل، آبخاز را سرزمین مستقل گرجستان می‌دانند. با این حال، از سال ۲۰۲۳، گرجستان، در عمل، فاقد کنترل بر این قلمرو است.
آغاز درگیری، به فروپاشی اتحاد جماهیر شوروی در سال ۱۹۹۱ برمی‌گردد. با این حال، این اختلاف را می‌توان در درگیری ۱۹۱۸–۱۹۱۹ سوچی دنبال کرد که شامل یک درگیری سرزمینی بر سر منطقه سوخومی (که مربوط به آبخاز است) بین جمهوری دموکراتیک گرجستان، روسیه سفید و جمهوری فدراتیو سوسیالیستی روسیه شوروی بود. از سال ۱۹۸۹، این درگیری شامل چندین جنگ، شامل جنگ ۱۹۹۲–۱۹۹۳ آبخاز، جنگ ۱۹۹۸ آبخاز و جنگ ۲۰۰۸ روسیه و گرجستان شد.
این درگیری که یکی از خونین‌ترین درگیری‌ها در دوران پساشوروی بوده، حل نشده، باقی مانده است. دولت گرجستان، چندین بار، خودمختاری قابل توجهی را به آبخاز، پیشنهاد داده، اما با این حال، هم دولت آبخاز و هم اپوزیسیون آبخاز، از هرگونه اتحاد با گرجستان، خودداری می‌کنند. آبخاز، استقلال خود را نتیجه جنگ آزادسازی از گرجستان می‌داند، در حالی که گرجی‌ها معتقدند که از نظر تاریخی، آبخاز، همیشه بخشی از گرجستان بوده است. گرجی‌ها، بزرگ‌ترین گروه قومی را قبل از سال ۱۹۹۳، در آبخاز، تشکیل می‌دادند که تا سال ۱۹۸۹، دارای ۴۵٫۷ درصد بود. در طول جنگ، طرف جدایی‌طلب آبخاز، یک کارزار پاکسازی قومی، انجام داد که منجر به اخراج قومی ۲۵۰۰۰۰ نفر و کشته شدن بیش از ۵۰۰۰ گرجی شد. کنوانسیون‌های سازمان امنیت و همکاری اروپا (OSCE) در لیسبون، بوداپست و استانبول، پاکسازی قومی گرجی‌ها را رسماً به رسمیت شناختند که قطعنامه GA/10708 مجمع عمومی سازمان ملل نیز به آن اشاره می‌کند. شورای امنیت سازمان ملل متحد نیز چندین قطعنامه را به تصویب رسانده که در آن، خواستار آتش‌بس شده است.

## بیشتر خواندن
- بلر، هدر "اختلاف قومی به عنوان ابزاری برای نفوذ بیرونی: بررسی آبخاز و کوزوو."، ۲۰۰۷
- گولتس، توماس. "دفترچه خاطرات گرجستان: وقایع جنگ و بی‌ثباتی سیاسی در قفقاز پس از شوروی". ME Sharpe (2006).شابک ‎۰−۷۶۵۶−۱۷۱۰−۲شابک 0-7656-1710-2
- لینچ، داو. درگیری در آبخاز: مشکلات سیاست حفظ صلح روسیه. مؤسسه سلطنتی امور بین‌الملل، فوریه ۱۹۹۸.
- مک فارلین، اس.ن. «در خط مقدم در خارج از کشور نزدیک: کشورهای مستقل مشترک‌المنافع و سازمان امنیت و همکاری اروپا در جنگ‌های داخلی گرجستان»، فصلنامه جهان سوم، جلد ۱۸، شماره ۳، صفحات ۵۰۹–۵۲۵، ۱۹۹۷.
- مارشانیا، ال. تراژدی آبخازیا، مسکو، ۱۹۹۶
- مک کالیون، امی جدایی‌طلبی آبخازی
- استیل، جان. "جنگ معتاد: اعتیاد یک مرد به بدترین مکان‌های روی زمین" کورگی (۲۰۰۲).شابک ‎۰−۵۵۲−۱۴۹۸۴−۵شابک 0-552-14984-5
- کتاب سفید آبخاز. ۱۹۹۲–۱۹۹۳ اسناد، مواد، شواهد. مسکو، ۱۹۹۳.